# Zvonimir Šarlija
Zvonimir Šarlija (* 29. August 1996 in Koprivnica) ist ein kroatischer Fußballspieler, der auf der Position des Innenverteidigers spielt.

## Karriere
Šarlija begann seine Profikarriere 2014 bei NK Slaven Belupo Koprivnica. Beim kroatischen Erstligisten stand er für sechs Saisons unter Vertrag, wurde jedoch gleich mehrfach an andere Vereine verliehen. In der  Saison 2019/2020 stand er bei ZSKA Moskau unter Vertrag. Bei Moskau kam er auf elf Meisterschafts- und zwei Pokalspieleinsätze sowie seinen ersten Europapokalspieleinsatz.
Über Stationen in der Türkei bei Kasımpaşa Istanbul und Ankaragücü wechselte er 
2021 zu Panathinaikos Athen. In seiner ersten Saison absolvierte er 20 Erstligaspiele und konnte mit dem griechischer Vereinspokal den ersten Profititel seiner Karriere gewinnen. Auf dem Weg ins Finale wurde Šarlija in fünf von acht Begegnungen eingesetzt.

## Erfolge
- Griechischer Pokalsieger: 2022